# Tostedt
Tostedt (hochdeutsch [ˈtɔstɛt] ⓘ oder [ˈtɔʃtɛt] ⓘ; niederdeutsch Töstⓘ [tœst]) ist eine Gemeinde im Landkreis Harburg in Niedersachsen und der Verwaltungssitz der Samtgemeinde Tostedt.

## Geografie

### Geografische Lage

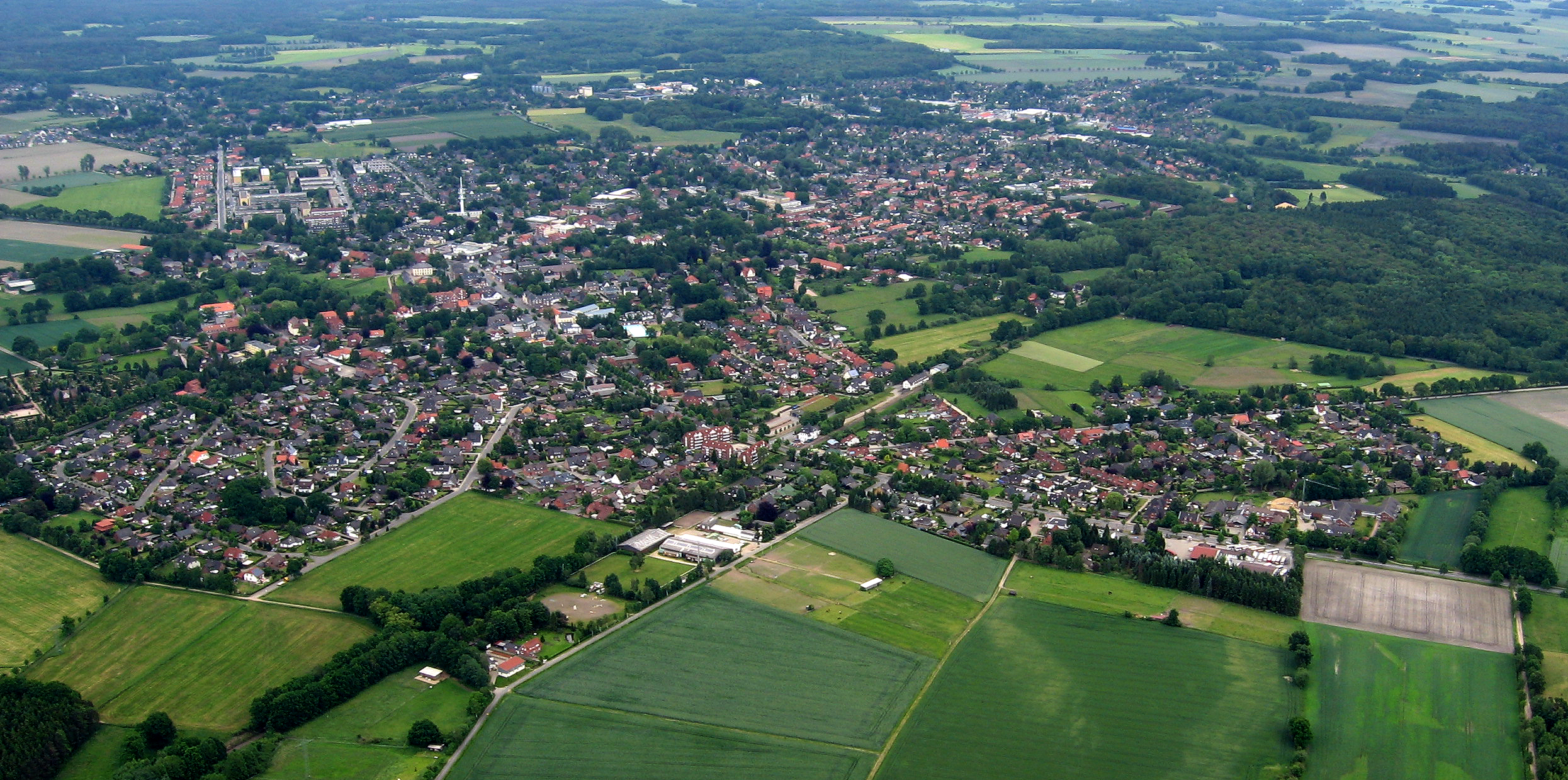
Luftbild von Tostedt 2012

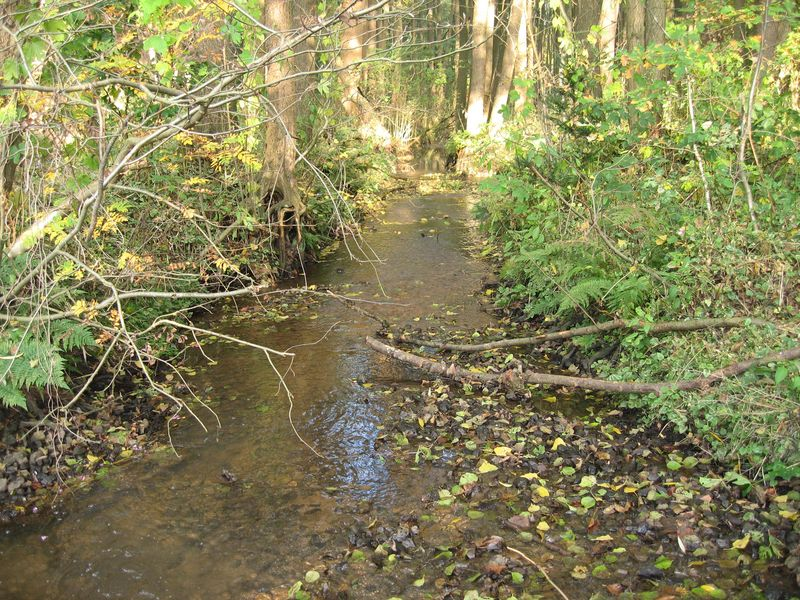
Todtglüsinger Bach

Tostedt liegt am nordwestlichen Rand der Lüneburger Heide beziehungsweise am südöstlichen Rand der zur Stader Geest gehörenden Zevener Geest. Dort befindet sich die Gemeinde südwestlich der Harburger Berge und von Buchholz. Der höchste Punkt des Ortes befindet sich mit 70 Metern über NN direkt am Ortseingang aus Richtung Welle, der niedrigste mit 43 Metern über NN am östlichen Ende von Todtglüsingen. Durch Tostedt fließt die Este in Richtung Hollenstedt und entspringen deren Nebenbäche Dohrener Mühlenbach, Heidloh Bach, Langeloher Bach, Schmokbach und Todtglüsinger Bach. Es entspringt die Oste in Richtung Sittensen, und deren Nebenbäche Tostedter Graben und Heidenauer Aue.

### Nachbarstädte und -gemeinden
- Buchholz in der Nordheide
- Dohren
- Handeloh
- Heidenau
- Kakenstorf
- Königsmoor
- Otter
- Welle
- Wistedt

### Gemeindegliederung
Im Kernort Tostedt wohnen etwa 10.500 Einwohner. Im Ortsteil Todtglüsingen leben weitere 3.200 Einwohner.
Zur Gemeinde Tostedt gehören die Orte Tostedt, Todtglüsingen, Langeloh, Neddernhof und Wüstenhöfen sowie die Gehöfte Dreihausen und Tiefenbruch. Der Ort Tostedt Land gehört teilweise zur Gemeinde Tostedt und teilweise zur Gemeinde Wistedt.

## Geschichte

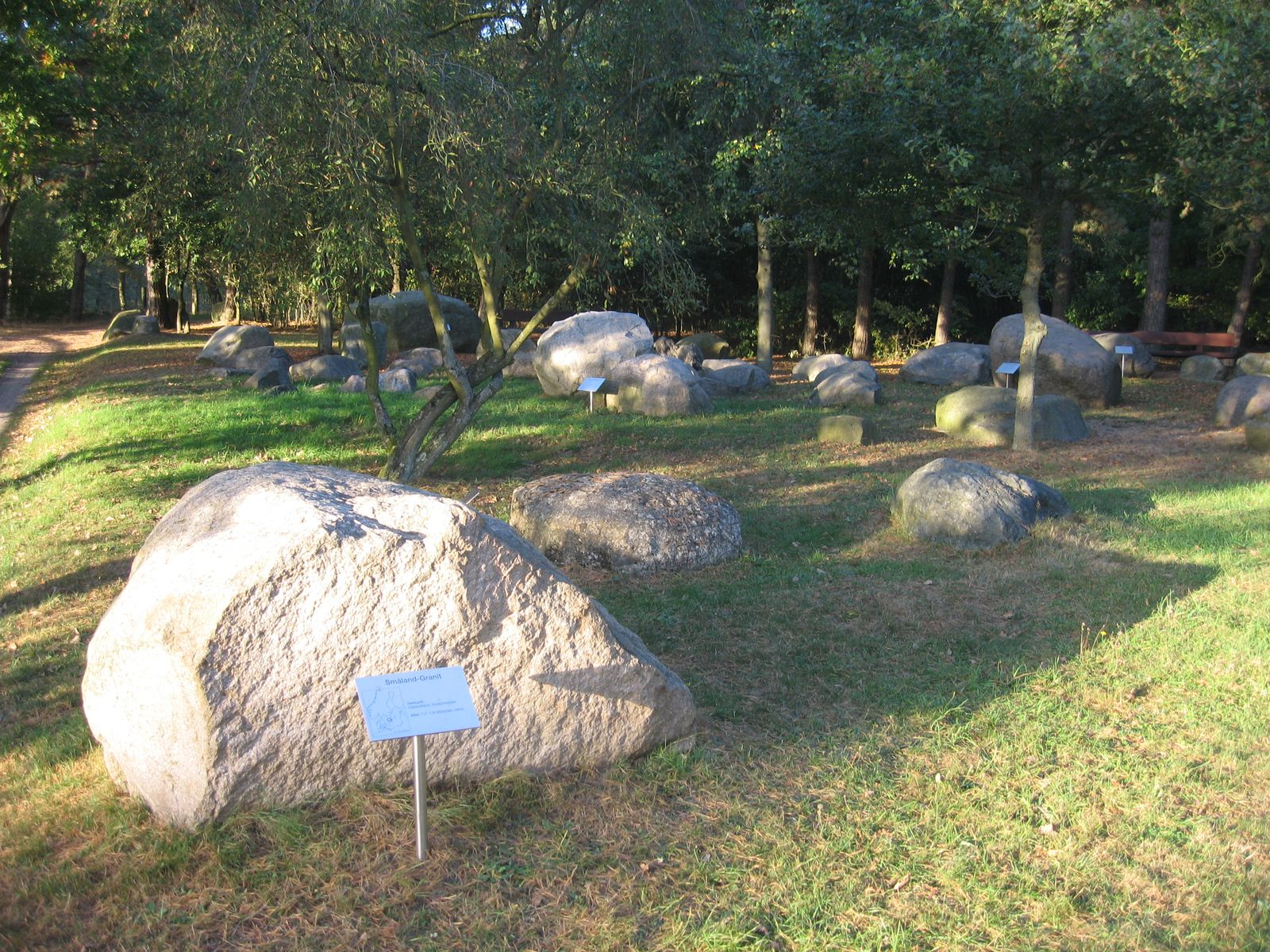
Eiszeit-Findlingspark-Todtglüsingen

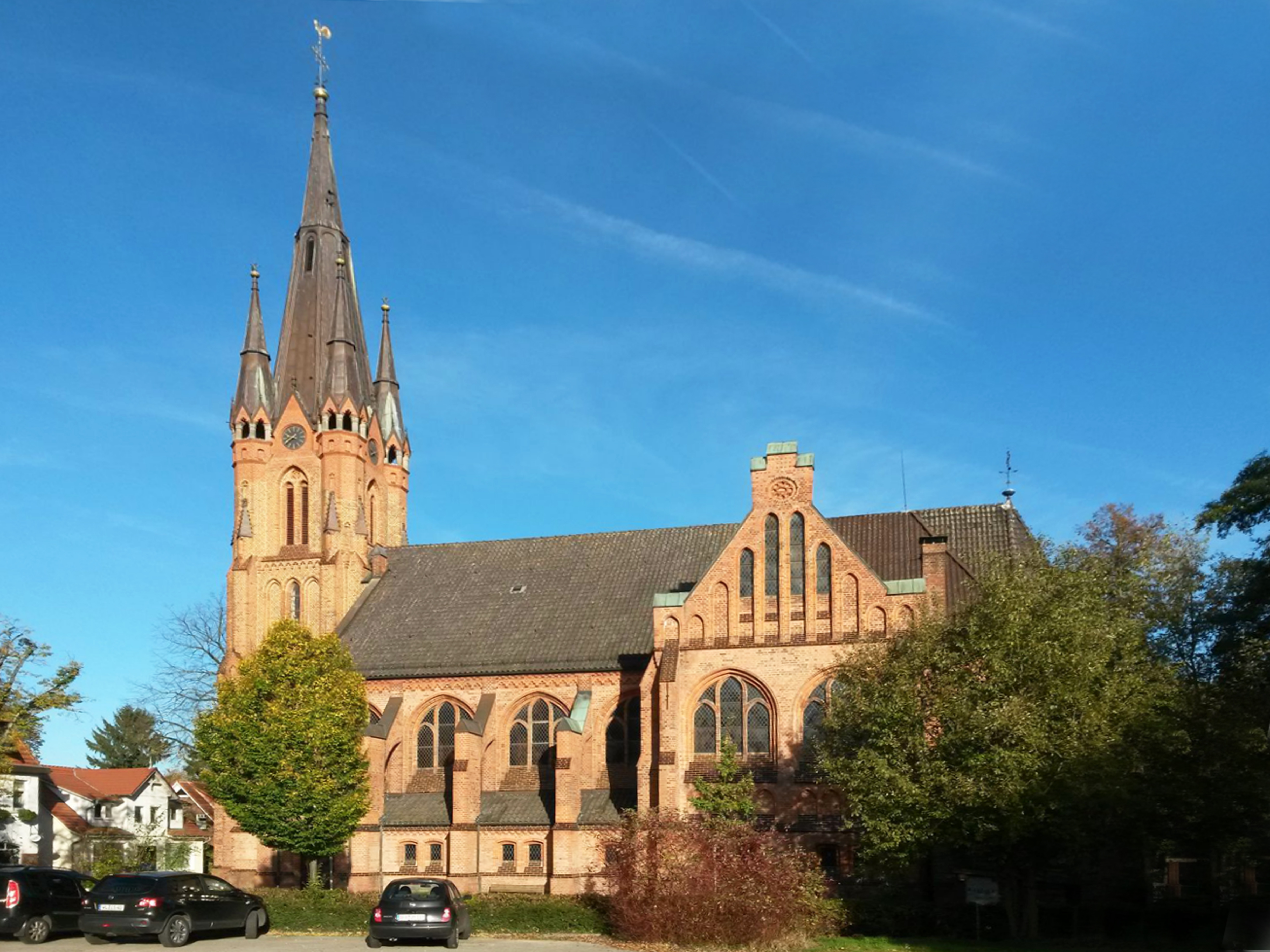
Johanneskirche

Tostedt wurde 1105 erstmals urkundlich erwähnt. Seit 1625 ist in Tostedt die Gerichtsbarkeit (Symbol: Pferdeschädel) nachgewiesen. Noch heute ist Ort mit dem Amtsgericht Tostedt Sitz eines Amtsgerichtes mit übergeordneter Zuständigkeit des Handelsregisters für den gesamten Bereich des Elbe-Weser-Dreiecks. In der alten Posthalterei am Sande, wo die Pferde der Postkutschen gewechselt wurden, im Hause der Familie Huth soll sich Napoleon aufgehalten haben.

### Kirchengeschichte
Seit etwa 800 befand sich auf dem Gelände des heutigen Gemeindehauses die erste Kirche in Tostedt. sie gilt als eine der ältesten Holzkirchen Norddeutschlands.
Die heutige Johanneskirche in Tostedt wurde in den Jahren 1878–1880 nach einem Entwurf des hannoverschen Baumeisters Conrad Wilhelm Hase errichtet. Es ist ein fünfschiffiger Bau im neugotischen Stil. Von ihren Vorgängerbauten wurden das Taufbecken aus Glockenbronze von 1423, der Flügelaltar von 1480 und die Renaissance-Kanzel von 1608 übernommen. Die Orgel von Philipp Furtwängler und der Altar von Theodor Maßler stammen aus dem Errichtungsjahr der Kirche.

### Eingemeindungen
Am 1. Juli 1972 wurde im Zuge der niedersächsischen Gebietsreform die Nachbargemeinde Todtglüsingen eingegliedert.

### Stolpersteine
2021 und 2023 wurden Stolpersteine in Tostedt verlegt als Mahnmal zum Gedenken der Opfer des Nationalsozialismus.

## Politik

### Gemeinderat
Der Rat der Gemeinde Tostedt setzt sich aus 31 Mitgliedern zusammen. Die Ratsmitglieder werden durch eine Kommunalwahl für jeweils fünf Jahre gewählt.
Der am 12. September 2021 gewählte Rat setzt sich wie folgt zusammen:
| - CDU: 8 Sitze - Grüne: 6 Sitze - SPD: 6 Sitze - FDP: 2 Sitze - Die Linke: 1 Sitz - WG Tostedt: 1 Sitz - WiT (Wir in Tostedt): 2 Sitze - Zusammen: 4 Sitze - Einzelkandidat B. Allwardt: 1 Sitz | Sitzverteilung im Rat der Gemeinde Tostedt seit 2021Insgesamt 31 Sitze - Linke: 1 - SPD: 6 - Grüne: 6 - Zusammen: 4 - WG: 1 - WiT: 2 - Allwardt: 1 - FDP: 2 - CDU: 8 |

### Gemeindevorsteher und Bürgermeister

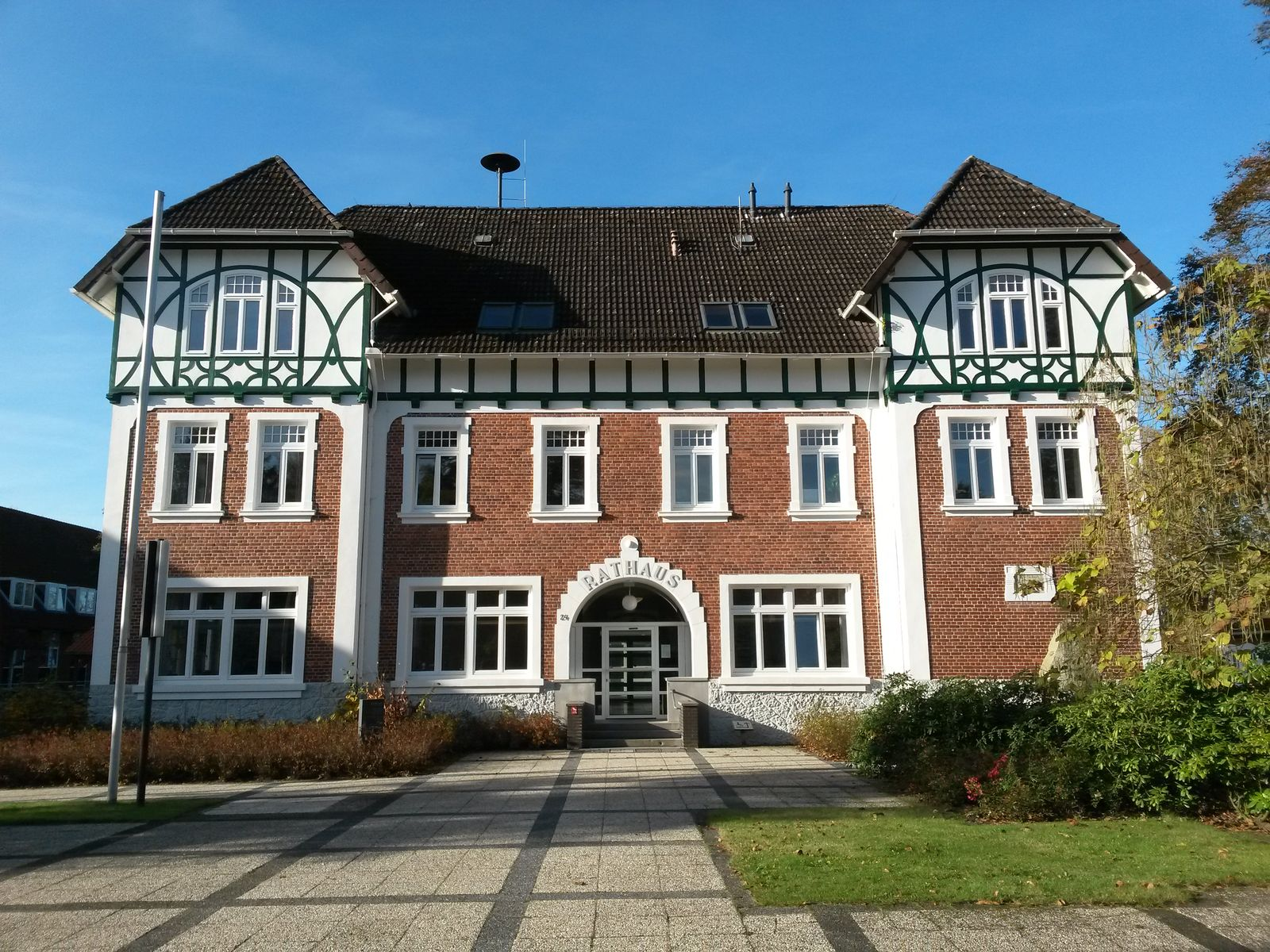
Rathaus

Der Titel „Bürgermeister“ wurde in Tostedt 1935 eingeführt.
- Christoph Wicke (1853–1872)
- Joachim Kröger (1872–1898)
- Friedrich Sommerfeld (1899–1904)
- Karl Möller (13. März 1904 bis 27. Oktober 1919)
- Adolf Gerlach (27. Oktober 1919 bis 23. Januar 1931)
- Claus Hamann (1. Februar 1931 bis 30. September 1933)
- Otto Mohrmann (1. Oktober 1933 bis 30. September 1934)
- Claus Hamann (1. Oktober 1934 bis 31. Mai 1945)
- Alexander Daum (11. Juni 1945 bis 31. August 1945)
- Friedrich Rossmann (1. September 1945 bis 28. September 1946)
- Heinrich Fricke (29. September 1946 bis 7. Dezember 1950)
- Willy Aldag (8. Dezember 1950 bis 15. März 1971)
- Paul Elbers (13. April 1971 bis 18. November 1976)
- Eckart Weithoener (19. November 1976 bis 14. Januar 1979)
- Ruth Zuther (18. Januar 1979 bis 5. November 1981)
- Günter Weiß (5. November 1981 bis 27. November 1991)
- Klaus-Dieter Feindt (27. November 1991 bis 31. Oktober 1996)
- Günter Weiß (1. November 1996 bis 21. März 2008)
- Erwin Becker (25. August 2008 bis 1. November 2011)
- Gerhard Netzel (2. November 2011 bis 1. November 2021)
- Nadja Weippert (seit dem 2. November 2021)[10][11]

### Wappen
Blasonierung: Im grünen Schildhaupt ein silbernes Schwert mit goldenem Knauf, durchkreuzt von einer silbernen Axt mit goldenem Stiel. Darunter in Silber eine grüne Eiche mit goldenen Eicheln auf grünem Boden. Die Eiche deutet auf die zahlreichen Waldungen auf dem sich um Tostedt hinziehenden Höhenrücken, genannt „Tot“. Die Axt weist auf Holzeinschlag im „Tot“. Das Schwert symbolisiert Tostedt bereits um 1625 als Sitz der Gerichtsbarkeit.

### Gemeindepartnerschaften
Gemeindepartnerschaften bestehen seit 1989 mit Morlaàs in Frankreich und seit 1992 mit Lubaczów in Polen.

### Politische Besonderheiten
Über lange Jahre gab es in Tostedt eine aktive rechte Szene mit kameradschaftlichen Strukturen, die sich intensiv bemühte, Jugendliche anzuwerben. Zentrum dieser Aktivitäten war ein rechter Szeneladen im Ortsteil Todtglüsingen. Regelmäßig erwähnte der niedersächsische Verfassungsschutz Tostedt als einen „regionalen Schwerpunkt“ in Bezug auf „Gewaltbereiten Rechtsextremismus“. Gleichzeitig gibt es seit vielen Jahren aktives bürgerschaftliches Engagement gegen die fremdenfeindlichen Umtriebe. Unter anderem fanden, organisiert vom örtlichen Forum für Zivilcourage und unter Beteiligung vieler Vereine und ausländischer Mitbürger, verschiedene Bürgerfeste unter dem Motto „Tostedt ist bunt“ statt. Gleichzeitig wuchs der Widerstand gegen den Szeneladen und erfasste traditionell eher politisch neutrale Kräfte. Im Jahr 2013 schloss der Szeneladen dann seinen Laden-Verkauf. Inzwischen leisten Kirchengemeinden, Verwaltung, Polizei und Politik sowie die Jugendarbeit gemeinsam mit dem Forum für Zivilcourage vor Ort kontinuierlich intensive Präventionsarbeit. Insbesondere an den Tostedter weiterführenden Schulen – alle drei tragen den Titel „Schule ohne Rassismus – Schule mit Courage“ – fanden in den vergangenen Jahren gemeinsame Projekte gegen Rechts statt, etwa beim Aktionstag für Zivilcourage „Kick gegen Rechts“, bei dem ein Zeichen gegen Rassismus und Extremismus gesetzt wurde. Auch aktuell erweist sich die kommunale Zusammenarbeit angesichts von ca. 600 Flüchtlingen, die im Gebiet der Samtgemeinde Zuflucht gefunden haben, als sehr erfolgreich: Eine große Zahl ehrenamtlicher Helfer betreut die Flüchtlinge, hilft ihnen im Alltag und erteilt kostenlosen Deutschunterricht. Besondere Anlaufpunkte sind die regelmäßig stattfindenden Internationale Cafés in der Johannesgemeinde, der katholischen Herz-Jesu-Gemeinde und im Christus Centrum Tostedt.

## Kultur und Sehenswürdigkeiten

### Kunst und Musik
Seit über 150 Jahren gibt es den Spielmannszug des Schützenvereins Tostedt und Todtglüsingen und den Männergesangverein Tostedt sowie weitere eher regional bekannte Gruppen, Spielzüge und Bands. Im Bereich der kirchlich-klassischen Musik ist die Johannes-Kantorei der Evangelisch-Lutherischen Kirchengemeinde bekannt.
Udo Lindenbergs „Paniksöhne“ Kieran und Lukas Hilbert wuchsen in Tostedt auf. Ihre Band Future war Deutschlands jüngste Rockband, gewann 1986 das NDR-Hörfest und erhielt daraufhin einen Plattenvertrag bei der damaligen Firma TELDEC. Der Musiker Erwin Hilbert war viele Jahre Udo Lindenbergs Textberater und Privatsekretär und holte ihn 1989 zu einem Konzert in die Realschule Tostedt. In der Königsmoorer Moorversuchsanstalt betreibt Hilbert seit 2015 gemeinsam mit seiner Frau die Künstlerinitiative Kömo-Land. Er organisierte für Tostedt und Umgebung mehrere Kunstausstellungen, Talkshows und Musikkonzerte.

### Sport
Der Todtglüsinger Sportverein hat mehr als 6300 Mitglieder und bietet 70 Sportarten an. Er ist einer der fünf größten niedersächsischen Sportvereine.
Der MTV Tostedt spielt in der zweiten Tischtennisbundesliga der Damen.
Des Weiteren gibt es noch die Schützenvereine in Tostedt und Todtglüsingen, einen Tennisclub sowie einen Reit- und Fahrverein.

### Regelmäßige öffentliche Veranstaltungen

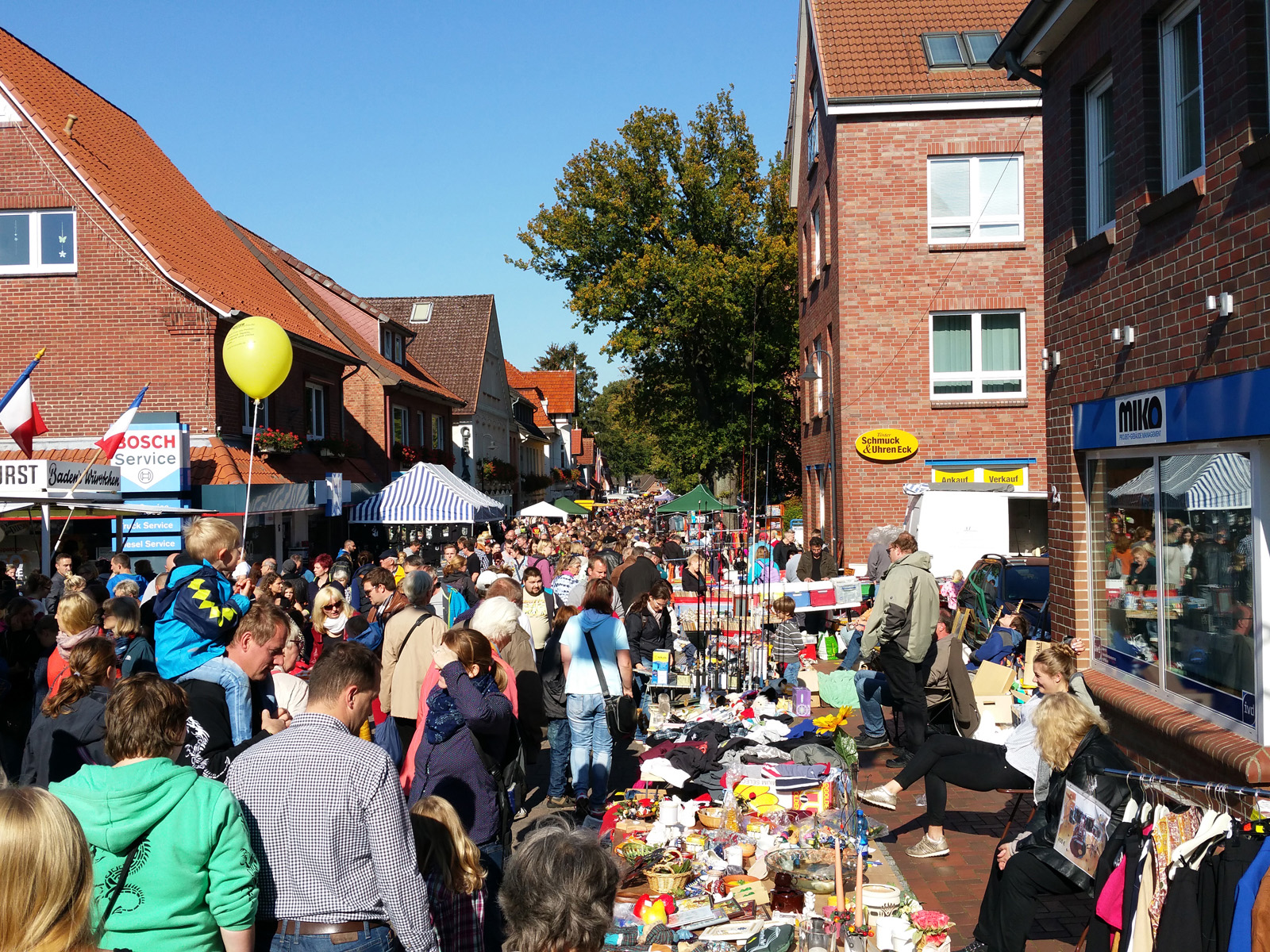
Töster Flohmarkt im Himmelsweg

- Der Töster Flohmarkt findet seit 1973 jährlich am Samstag des ersten Septemberwochenendes (bis Oktober 2021[19]) statt und gilt als größter Flohmarkt Norddeutschlands. Etwa 60.000 Besucher (2015)[20] treffen rund 700 Aussteller, die außer aus Deutschland auch aus den Niederlanden und Dänemark kommen und auf dem Flohmarkt auf ca. 7.000 Metern Standfrontfläche ihre Waren anbieten.[21]
- Bis 2011 gab es den Töster Hamstermarkt, ein Kleintier- und Pflanzenmarkt, verbunden mit einem verkaufsoffenen Sonntag, an dem viele Geschäfte in Tostedt geöffnet hatten. Ab 2012 findet stattdessen das Töster Frühlingsfest mit einem Pflanzenmarkt statt.
- Seit 1974 gibt es jährlich am 1. Adventswochenende den Christkindlmarkt.
- Alle zwei Jahre wird die Messe Tostedt, eine Verbrauchermesse in der Schützenstraße auf dem Schützenplatz veranstaltet.
- Am 1. Mai findet in Todtglüsingen das Gemeinsame Maibaum-Aufstellen des Schützenvereins, der Feuerwehr und des Sportvereins von Todtglüsingen statt.
- Schützenfest in Todtglüsingen
- Schützenfest in Tostedt

## Wirtschaft und Infrastruktur

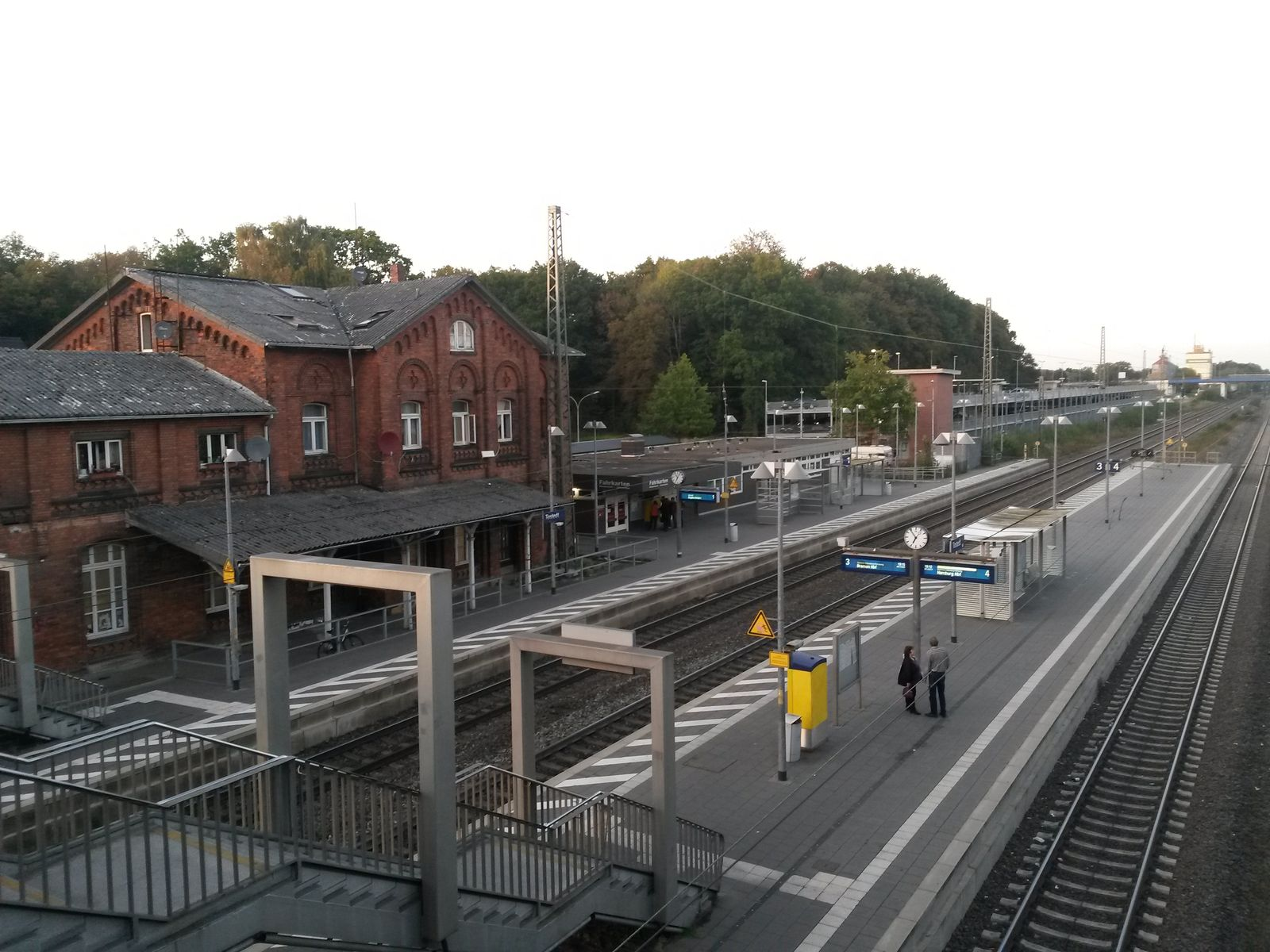
Bahnhof Tostedt

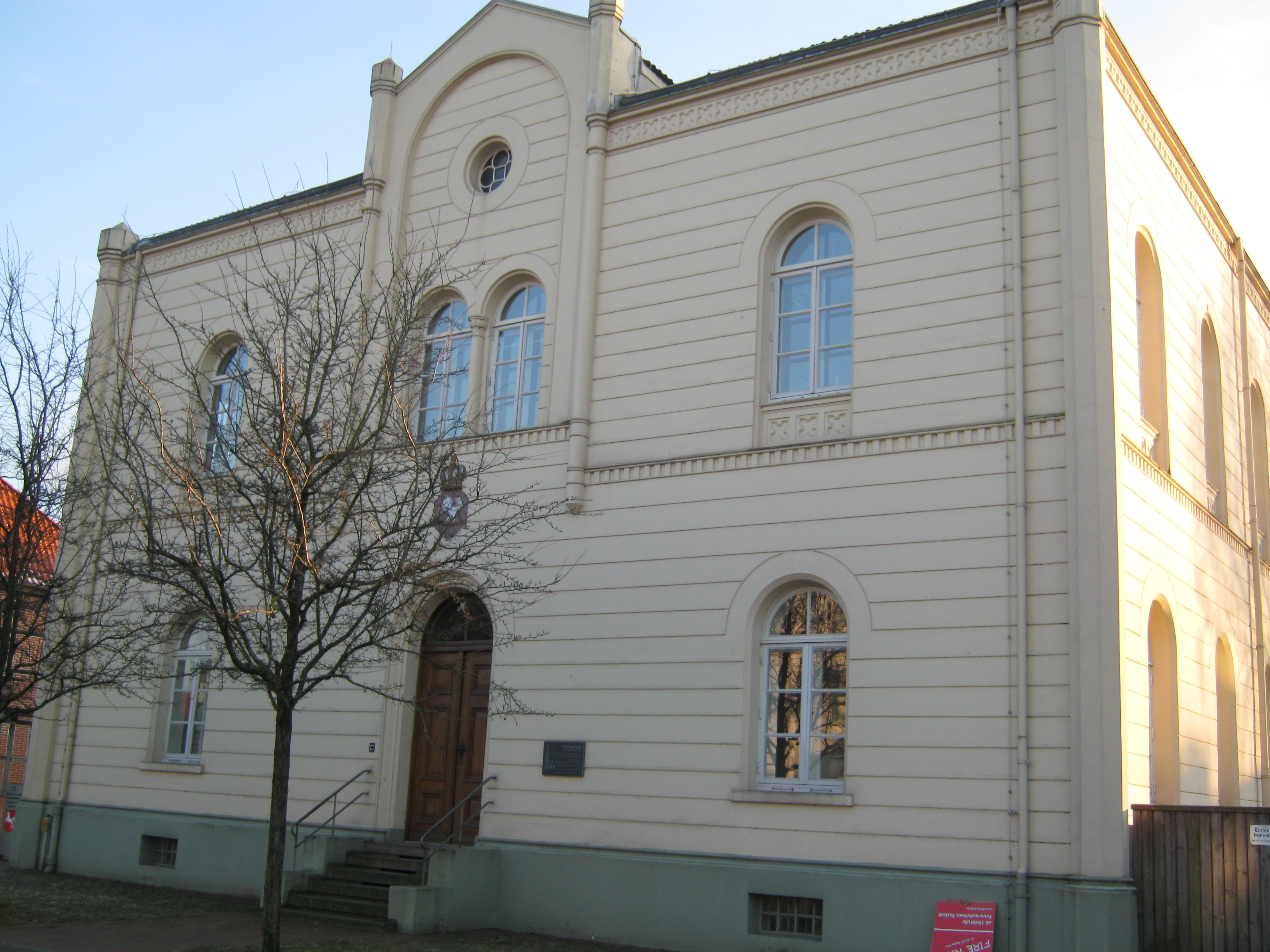
Amtsgericht

### Wirtschaft
Die 1962 gegründete Aktiengesellschaft Friedrich Vorwerk Group mit 1300 Mitarbeitern hat ihren Hauptsitz in Tostedt.

### Tourismus
Am Bahnhof in Tostedt kreuzt der Este-Radweg und es beginnt der nach Bremervörde führende Oste-Radweg. Im Waldgebiet Lohbergen verlaufen die Wanderwege Europäischer Fernwanderweg E1, Heidschnuckenweg, Freudenthalweg und der Heidepuzzle Wanderweg.

### Verkehr
Die Gemeinde an der Bundesstraße 75 nahe der A1 war früher Zwischenstation und Ausspanne für die Postkutschen zwischen Hamburg und Bremen. Tostedt zählt zur Metropolregion Hamburg.
Der Bahnhof Tostedt an der Bahnstrecke Wanne-Eickel–Hamburg wurde bis November 2006 barrierefrei ausgebaut. Er wird jeweils stündlich den Linien RE4 und RB41 zwischen Bremen und Hamburg bedient. Die Züge werden als Teil des Hanse-Netzes von der Metronom Eisenbahngesellschaft betrieben. Ferner liegt Tostedt an der Bahnstrecke nach Wilstedt, die nur im Güterverkehr genutzt wird.

### Gerichte und Behörden
Die Gemeinde ist Sitz des Amtsgerichts Tostedt und der Samtgemeinde Tostedt.

### Polizei und Feuerwehr
In der Gemeinde Tostedt gibt es eine Polizeistation und zwei Freiwillige Feuerwehren, die Feuerwehr Tostedt und die Feuerwehr Todtglüsingen.

### Öffentliche Einrichtungen
Das 1961 entstandene Freibad der Samtgemeinde Tostedt war eines der wenigen Bäder bundesweit mit freiem Eintritt. Nach einer Grundsanierung des Bads werden seit 2019 Eintrittspreise erhoben. Es gibt die Bücherei im Rathaus und im Ort befindet sich seit 1982 eine Werkstatt für behinderte Menschen (WfbM) der Lebenshilfe Lüneburg-Harburg, sowie eine Werkstatt (ViaNova) für seelisch behinderte Menschen.

### Bildung
Tostedt besitzt ein Gymnasium, eine Realschule , eine Hauptschule, sowie mehrere Grundschulen. Zu den ansässigen Kindergärten gehört ein Naturkindergarten.

## Personen und Persönlichkeiten

### In Tostedt geboren
- Justus Bostelmann (1815–1889), Reichstagsabgeordneter (Nationalliberale Partei)
- Eduard Ziehen (1819–1884), Schriftsteller
- Karl Korsch (1886–1961), marxistischer Philosoph
- Werner Peters (1929–2003), Entomologe, geboren in Todtglüsingen
- Gebhard Müller (* 1944), Politiker (CDU)
- Jürgen Martens (* 1948), Chemiker

### Mit Tostedt verbunden
- König Georg V. von Hannover (1819–1878), erster Tostedter Schützenkönig 1854. Als Dank erteilte er dem Tostedter Schützenverein von 1854 e. V. die Sondergenehmigung, die Uniform der Hannoverschen Jäger zu tragen.
- Conrad Wilhelm Hase (1818–1902), Architekt der Evangelische Johanneskirche Tostedt (Bauzeit: 1876–1880)
- Theodor Maßler (1844–1910), Künstler des Altars der Evangelische Johanneskirche Tostedt (Bauzeit: 1878–1880)
- Wilhelm Varenhorst (1865–1944), Amtsrichter in Tostedt und Reichstagsabgeordneter
- Rolf Meyer (1910–1963), in Todtglüsingen verstorben
- Otto Schäfer (1912–1973), Politiker
- Karl Georg Schmidt (1914–1987), lebte 1946–1953 in Tostedt
- Lieselotte Hachmann (1919–1989), Gründerin der Deutsch-Indischen Gesellschaft und deren erste Präsidentin
- Barbara Bartos-Höppner (1923–2006), Schriftstellerin; lebte nach 1945 einige Zeit in Tostedt
- Valentin Falin (1926–2018), sowjetischer Politiker und Botschafter in der Bundesrepublik Deutschland, lebte 1992–2000 in Tostedt
- Kurt Gerdau (1930–2007), Schriftsteller; verbrachte seine letzten Lebensjahre in Tostedt
- Rudolf Fischer (1940–2024), Politiker
- Ingolf Ellßel (* 1954), pfingstlicher Pastor in Tostedt sowie von 1996 bis 2008 Präses des Bundes Freikirchlicher Pfingstgemeinden in Deutschland
- Jens Weisser (* 1946), Schauspieler; lebt in Tostedt
- Erwin Hilbert (* 1951), Musiker, Maler und Buchautor; lebt und arbeitet in Tostedt
- Dirk Bostelmann (* 1952), Landwirt, Politiker
- Heinz Strunk (* 1962), Autor mit familiären Beziehungen nach Todtglüsingen, dem Haupthandlungsort seines Romans Junge rettet Freund aus Teich
- Jing Tian-Zörner (* 1963), Tischtennisspielerin, spielte 2001–2002 für den MTV Tostedt
- Peter Dörsam (* 1966), Schriftsteller, Verleger, Politiker
- Oliver Schwesinger (* 1971), Sportmoderator; in Tostedt aufgewachsen
- Lukas Hilbert (* 1972), Musiker; in Tostedt aufgewachsen
- Oksana Wladimirowna Fadejewa (* 1975), Tischtennisspielerin, spielte 2005–2007 für den MTV Tostedt
- Jens Matthies (* 1977), Fußballspieler
- Wiktoryja Paulowitsch (* 1978), Tischtennisspielerin, spielte 2002–2007 für den MTV Tostedt
- Jan Bauer (* 1980), Politiker, in Tostedt aufgewachsen
- Nadine Bollmeier (* 1981), Tischtennisspielerin
- Irene Ivancan (* 1983), Tischtennisspielerin